# Ges-dur

Znaki chromatyczne w gamie Ges-dur

Diagram akordu Ges-dur (Fis-dur) dla gitary

Ges-dur – gama muzyczna oparta na skali durowej i której toniką jest ges. Gama Ges-dur zawiera dźwięki: ges, as, b, ces, des, es, f. Tonacja Ges-dur zawiera sześć bemoli.
| Gama Ges-dur zapisana za pomocą przygodnych znaków chromatycznych | Audio playback is not supported in your browser. You can download the audio file. |
| Gama Ges-dur zapisana za pomocą znaków przykluczowych             | \relative f'{ \key ges \major \override Staff.TimeSignature #'stencil = ##f \cadenzaOn ges1 as bes ces des es f ges \cadenzaOff } \addlyrics { \small { ges as b ces des es f ges } } |

Pokrewną jej molową tonacją paralelną jest es-moll, jednoimienną molową – ges-moll.
Ges-dur to także akord, zbudowany z pierwszego (ges), trzeciego (b) i piątego (des) stopnia gamy Ges-dur.
| Akord Ges-dur | Audio playback is not supported in your browser. You can download the audio file. |

Znane utwory w tonacji Ges-dur:
- Fryderyk Chopin – Impromptu op. 51